# Instituto Superior de Agronomia
O Instituto Superior de Agronomia (ISA) MHIP é uma escola de graduação e pós-graduação em Ciências Agrárias, sendo o seu know-how reconhecido nacional e internacionalmente. Oferece formação nas áreas de Engenharia Agronómica, Alimentar, Ambiente, Floresta e Zootécnica, bem como Biologia e Arquitetura Paisagista.

## História
Com 164 anos de experiência, adapta o seu ensino à evolução tecnológica e à realidade do País, apostando na qualidade e modernização do mesmo. Em 1911, foi criada a Associação de Estudantes do Instituto Superior de Agronomia. Integra em 1930, a Universidade Técnica de Lisboa (UTL) e em 2013 integra na  Universidade de Lisboa (UL), resultante da fusão da anterior UL com a UTL. 
Tem cerca de 1 500 alunos nos 3 ciclos de ensino, um corpo docente de 147 professores e 6 investigadores, dos quais 137 doutorados.
Grandes figuras intelectuais do pais passaram pelas suas aulas, como Joaquim Vieira Natividade, Amílcar Cabral.
Localizado na Tapada da Ajuda, em Lisboa, desde 1917, Parque Botânico e Ambiental com cerca de 100 ha, de reconhecido interesse é também um local convidativo para a realização de eventos, de actividades lúdicas e para a descoberta de locais cativantes como sejam o Anfiteatro de Pedra, o Miradouro, o Jardim da Parada, o Campo de Rugby, o Observatório Astronómico de Lisboa, o Pavilhão de Exposições, o Auditório da Lagoa Branca, entre outros.
A 7 de Fevereiro de 1987 foi feito Membro-Honorário da Ordem da Instrução Pública.

## Biblioteca
A Biblioteca do Instituto Superior de Agronomia (BISA) encontra-se sediada num edifício próprio, inaugurado em 2000, no interior do Pólo 1. Reúne diversas obras monográficas e seriadas, adquiridas desde a fundação do Instituto Agrícola, em 1853. Algumas destas obras remontam, no entanto, ao século XVII.

## Estrutura Orgânica
O ISA está organizado em 2 Departamentos:
- Departamento de Ciências e Engenharia de Biossistemas (DCEB)
- Departamento dos Recursos Naturais, Ambiente e Território (DRAT)

## Unidades de Investigação
Existem quatro unidades de investigação no ISA:
- Centro de Ecologia Aplicada "Professor Baeta Neves" (CEABN)
- Centro de Estudos Florestais (CEF)
- Centro de Investigação LEAF (Linking Landscape, Environment, Agriculture and Food)
- Centro de Investigação em Biodiversidade e Recursos Genéticos (CIBIO)

## Alumni
- Mário de Azevedo Gomes
- Eduardo Alberto Lima Basto
- Gonçalo Ribeiro Telles
- Carlos Manuel Leitão Baeta Neves
- António Pereira de Sousa da Câmara
- Amílcar Cabral
- Fernando Oliveira Baptista
- Tim de Xutos e Pontapés
- Joaquim Vieira Natividade
- Domingos Rosado Vitória Pires
- João Afonso
- José Eduardo Agualusa